# Komplex (Psychologie)
Ein Komplex bezeichnet in der Psychologie eine assoziative und psychoenergetische Einheit von Bildern und Vorstellungen, Gefühlen und Gedanken. Der Begriff kommt von lat. com-plector: zusammenfassen, einschließen; complexus: zusammengeflochten, umschlossen; complexio: Verknüpfung, Zusammenfassung. Als Gruppierung emotional „aufgeladener“ psychischer Inhalte zu einer Art Verband „ist der Komplex eine höhere psychische Einheit“, an die sich weitere Vorstellungen angliedern können.
Komplexe beeinflussen durch ihre emotionale Färbung und Assoziationsmuster häufig unbewusst (oft verdrängt, teilweise durch Störungen in der frühkindlichen Entwicklung verursacht)  Handlungen, Denken, Träume, aber auch Zwangsvorstellungen und andere Neurosen. Komplexe können sich positiv oder negativ äußern und entwickeln, je nachdem, ob und wie es dem Ich gelingt, eine bewusste Beziehung mit ihnen herzustellen. Der psychische Prozess, durch den Komplexe entstehen, wird mancherorts auch „Kompression“ oder „Verdichtung“ genannt.
C. G. Jung verstand psychische Komplexe nicht nur als „wirklich“ im Sinne von „wirkend“, sondern als etwas objektiv (ontisch) Vorhandenes auch unabhängig davon, ob sie durch Verdrängung aus Inhalten des Bewusstseins oder aus unbewussten Entwicklungen heraus im Menschen entstehen. Nach dieser Auffassung gibt es nicht nur die durch individuelle Erfahrung erworbenen Komplexe, sondern darüber hinaus auch typische archetypische Muster von Komplexen (siehe auch Beispiele unten), welche sich im Menschen relativ unabhängig von und vor jeder kulturellen Prägung entwickeln können. Nach Jung sind die Archetypen als allgemeinmenschlich-psychische Grundstrukturen auch in typischen Komplexen wirksam.

## Psychologische Entdeckung der Komplexe
Zur Entdeckung der Komplexe führten C.G. Jung seine Assoziationsexperimente mit Patienten. „Dabei habe ich nämlich die gefühlsbetonten Komplexe entdeckt, welche vorher stets als Reaktionsfehler registriert wurden.“ Denn Komplexe zeigten sich darin, auf das Bewusstsein unbewusst einzuwirken und damit zu „stören“. Durch bestimmte Reizworte oder Auslösesituationen könne beim Menschen ein Komplex „konstelliert“ oder „aktiviert“ werden, und er besitze eine „eigene spezifische Energie“. „Was im Assoziationsexperiment geschieht, ereignet sich auch in jedem Gespräch zwischen zwei Menschen. […] Die Einheit des Bewußtseins wird durchbrochen und die Willensintention mehr oder weniger erschwert oder gar verunmöglicht. […] In der Tat versetzt uns ein aktivierter Komplex momentan in einen Zustand der Unfreiheit, des Zwangsdenkens und -handelns“. Der Komplex „hat seine eigene Ganzheit und verfügt über einen relativ hohen Grad von Autonomie […] [er] läßt sich gewöhnlich mit einiger Willensanstrengung unterdrücken, aber nicht wegbeweisen und bei passender Gelegenheit tritt er wieder mit ursprünglicher Kraft hervor“. Jung entdeckte also aus der klinischen Praxis heraus ein Phänomen, das an sich nicht pathologisch (krankhaft), sondern normal, wenngleich je nach Situation auch störend, ist: „Es ist einfach etwas Wichtiges, und mit allem, was einen intensiven Gefühlswert besitzt, ist schwierig umzugehen, weil solche Inhalte irgendwie mit physiologischen Reaktionen verbunden sind, wie zum Beispiel dem Herzschlag, dem Tonus der Blutgefäße, den Vorgängen in den Eingeweiden, dem Atem und der Innervation der Haut.“

## Entstehung von Komplexen
Zur Entstehung von Komplexen schrieb Jung: „Die Ätiologie [Ursache] ihrer Entstehung ist ja häufig ein sogenanntes Trauma, ein emotionaler Schock oder Ähnliches […] Eine der häufigsten Ursachen allerdings ist der moralische Konflikt, welcher seinen letzten Grund in der anscheinenden Unmöglichkeit hat, das Ganze des menschlichen Wesens zu bejahen.“ Komplexe enthalten nach Jung immer etwas Konflikthaftes, verursachen dieses oder gehen daraus hervor. Sie sind essentiell, „geradezu Brenn- oder Knotenpunkte des seelischen Lebens […]. Aber sie bezeichnen das Unerledigte im Individuum […]. Er [der Komplex] geht offenbar aus dem Zusammenstoß einer Anpassungsforderung mit der besonderen und hinsichtlich der Forderung ungeeigneten Beschaffenheit des Individuums“ hervor. Nach dieser Auffassung sind Komplexe also nicht nur psychische Inhalte, die vom Bewusstsein „abgespalten“ wurden, sondern auch solche, deren Streben nach Akzeptanz durch das Ich, nach „Dazugehören“ (Integration) vom Ich abgewehrt wird, sodass sie ein zunehmend konfliktträchtiges „Eigenleben“ führen, um auf sich aufmerksam zu machen.

## Archetypische Komplexe
Jung unterschied zwischen rein persönlichen Komplexen und solchen mit einem kollektiven, archetypischen Hintergrund. „Die Reintegration eines persönlichen Komplexes wirkt erleichternd und oft direkt heilend, der Einbruch eines kollektiv-unbewußten Komplexes dagegen ist ein sehr unangenehmes, ja sogar gefährliches Zeichen“.
Der Grund für die besondere Gefahr, die von archetypischen Komplexen für das Ichbewusstsein ausgeht, liegt in ihrer energetischen Potenz, das Ichbewusstsein dauerhaft zu ergreifen und somit unfrei zu machen; dies ist gesellschaftlich besonders gefährlich, wenn es als Massenphänomen bis hin zur „Massenpsychose“ z. B. in potenziellen Kriegszeiten, auftritt.
Jung: „Wo das Komplexgebiet anfängt, da hört die Freiheit des Ich auf, denn Komplexe sind seelische Mächte, deren tiefste Natur noch nicht ergründet ist“. Dennoch gehörten „autonome Komplexe zu den normalen Lebenserscheinungen“, denn sie machten die „Struktur der unbewußten Psyche“ aus.
Aus Sicht dieser Psychologie ist es entscheidend, wie ein Individuum oder eine Gesellschaft mit den jeweils gegenwärtig „konstellierten“ archetypischen Komplexen in Beziehung tritt.

## Komplexe im Traum und Wahn
„Die Traumpsychologie zeigt mit aller wünschenswerten Deutlichkeit, wie die Komplexe personifiziert auftreten, wenn kein hemmendes Bewußtsein sie unterdrückt […] Das gleiche Phänomen beobachten wir in gewissen Psychosen, wo die Komplexe ‚laut‘, werden und als ‚Stimmen‘ erscheinen, die durchaus persönlichen Charakter haben. Dass ‚selbständige Komplexe‘ entgegen jeder postulierten ‚Einheit des Ich‘ existierten, sei ganz natürlich.“ „Die Personifizierung der Komplexe ist in sich selbst nicht notwendigerweise pathologisch. … Und man kann sich auch derart trainieren, daß sie auch im Wachen sichtbar oder hörbar werden.“ Daher dürfe man „heute wohl die Hypothese wagen, dass Komplexe abgesprengte Teilpsychen sind.“ Der Begriff „abgesprengte Teilpsychen“ betont den Aspekt von Komplexen als Fragmentierungserscheinungen in der Psyche, welche je nach Schwere auch zu neurotischen oder psychotischen Symptomen führen können.

## Autonome Komplexe und Parallelen zum Dämonenglauben
C.G. Jung betonte immer wieder die weitgehende oder vollständige Autonomie von Komplexen vom Ichbewusstsein: dass „ein Komplex mit einer gegebenen Spannung oder Energieladung die Tendenz hat, eine eigene kleine Persönlichkeit zu werden.“
Weil Komplexe das Bewusstsein eines Menschen zeitweise stark in Beschlag nehmen, ihn „besessen“ von einer Idee oder von einem Wunsch machen können, werden sie in einem nicht naturwissenschaftlich geprägten weltanschaulichen Kontext oft als „Dämonen“ aufgefasst, die einem Menschen aufhockten. „Von einer Komplexemotion sagt man: ‚Was ist heute wieder in ihn gefahren?‘, ‚Er ist vom Teufel geritten‘ usw.“ Das Wechselspiel von Komplexunterdrückung und Komplexbesessenheit könne „schließlich die neurotische Dissoziation der Persönlichkeit“ entstehen lassen. Dieses Phänomen kann beispielsweise im Bereich der Sexualität gut beobachtet werden, indem sozial oder moralisch konfliktträchtige sexuelle Fantasien zwar die meiste Zeit unterdrückt werden, aber dann wieder (wiederholt) mit „zwingender Macht“ zu einer Form der Realisierung drängen.

## Beispiele
Beispiele für typische unbewusste Komplexe, von denen einige von Sigmund Freud zuerst beschrieben wurden, sind:
- Adonis-Komplex
- Don-Juan-Komplex
- Elektrakomplex
- Minderwertigkeitskomplex, umgangssprachlich oft synonym Komplexe
- Napoleon-Komplex
- Ödipus-Komplex
- Salieri-Komplex
- Kastrationskomplex

Eine Sonderrolle im Konzept der „Komplexe“ nach C.G. Jung spielt der sogenannte „Ich-Komplex“: „Das Ich ist auch eine Zusammenballung von hochgespannten Inhalten, so daß im Prinzip kein Unterschied besteht zwischen dem Ichkomplex und irgendeinem anderen Komplex.“ Der Ich-Komplex ist eine Untereinheit der psychischen Ganzheit des Menschen, der hauptsächliche Bewusstseinsträger der Psyche und als solcher „von hoher Kontinuität und Identität mit sich selber“. „Der Ich-Komplex ist ein Inhalt des Bewußtseins sowohl wie eine Bedingung des Bewußtseins, denn bewußt ist mir ein psychisches Element, insofern es auf den Ich-Komplex bezogen ist.“ Zum Ich-Komplex siehe auch Ichbewusstsein.
- Persona als „öffentlich vorzugsweise präsentierter“ Teil des Ich-Komplexes bzw. als ein dem Ich aufgesetzter „Auftritt“ des Einzelnen im sozialen Raum.